# Трипольский, Александр Владимирович
Алекса́ндр Влади́мирович Трипольский (29 ноября [12 декабря] 1902, Межиречка, Волынская губерния — 21 января 1949, Москва) — советский военный моряк-подводник, участник советско-финской, Великой Отечественной и советско-японской войн, Герой Советского Союза (7.02.1940). Капитан 1-го ранга (22.12.1941).

## Биография

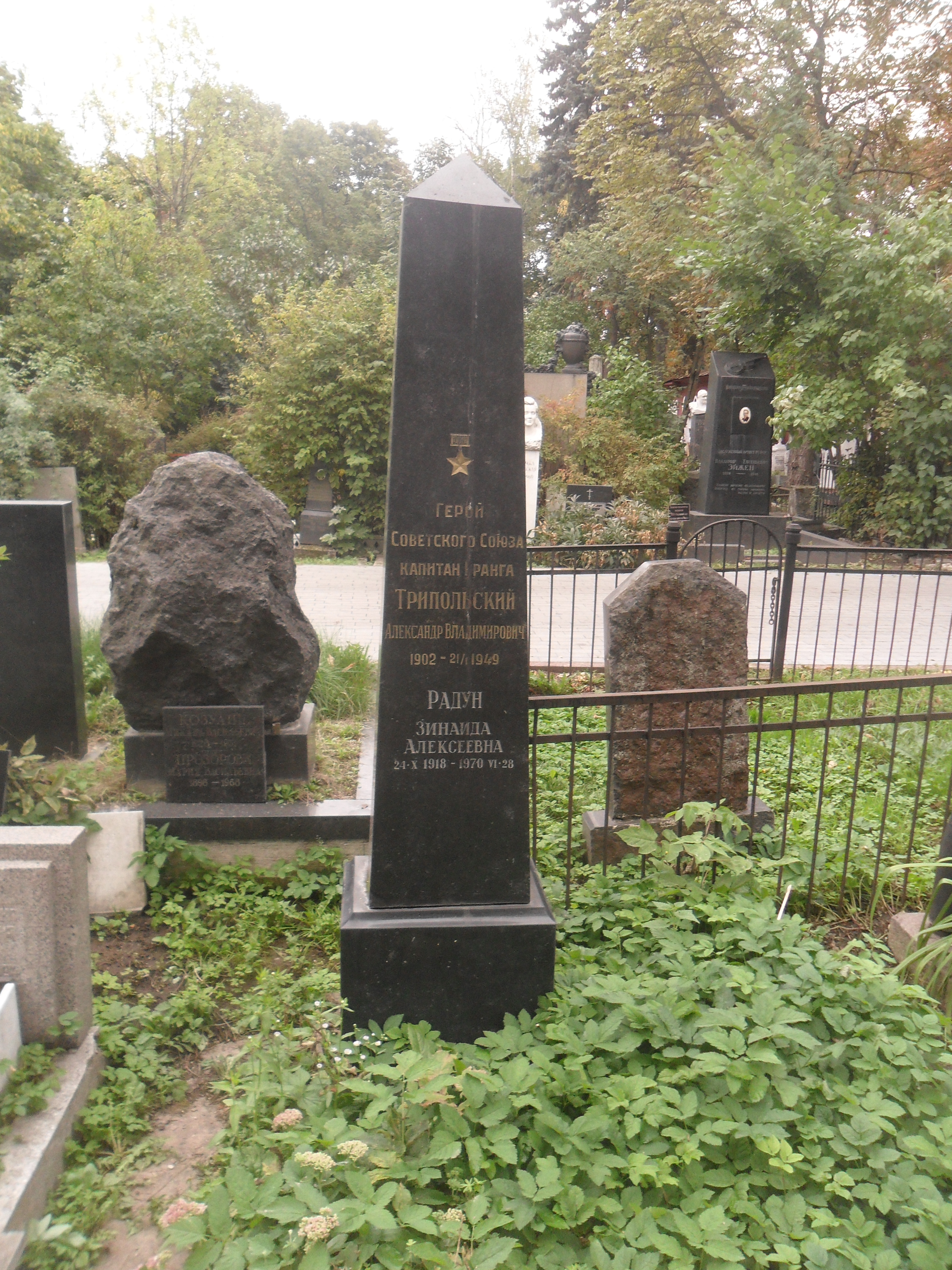
Могила А В. Трипольского на Новодевичьем кладбище Москвы.

Родился 12 декабря 1902 года в селе Межиречка, Татарновичской волости, Овручского уезда Волынской губернии, (ныне — Коростенского района Житомирской области Украины). Украинец. Член ВКП(б) с 1926 года.
В ВМФ с 1924 года. Окончил класс водолазов Объединённой школы Черноморского флота в Севастополе , Учебный отряд подводного плавания имени С. М. Кирова в Ленинграде в 1936 году, Курсы усовершенствования командного состава при 2-м отделе Народного комиссариата по военным и морским делам и Реввоенсовете СССР в Москве.
Службу начинал краснофлотцем. С февраля 1926 года — водолаз крейсера «Профинтерн» Морских сил Балтийского моря. С апреля по октябрь 1928 года инструктор, командир отделения Артиллерийской школы, затем до января 1930 года — старшина шифровально-штабной службы 1-го дивизиона подводных лодок, с июня 1930 года по ноябрь 1934 года — старший специалист бригады подводных лодок Краснознамённых Морских сил Балтийского моря, преобразованных в январе 1935 года в Краснознамённый Балтийский флот. В марте 1936 года назначается помощником командира ПЛ Л-2, в феврале 1938 года командиром ПЛ Л-55, в сентябре 1938 года командиром ПЛ С-1 Краснознамённого Балтийского флота.

## Участие в Советско-финской войне (1939—1940 гг.)

Герой Советского Союза А. В. Трипольский

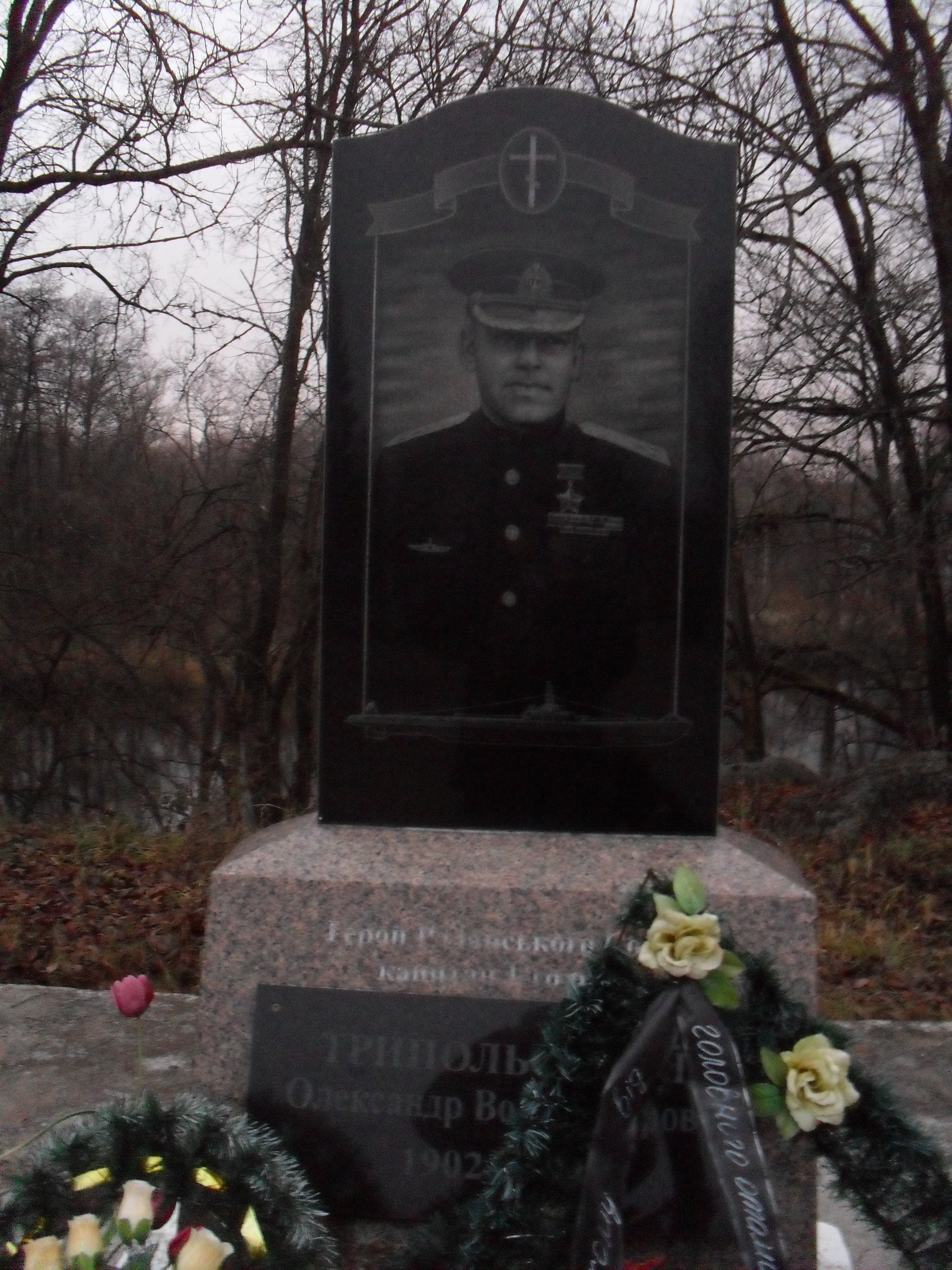
Памятник Герою Советского Союза А. В. Трипольскому в родном селе Межиречка

28 ноября 1939 года ПЛ С-1 под командованием А. В. Трипольского вышла в боевой дозор в устье Финского залива. 29 ноября получен сигнал о начале боевых действий «Факел», не понят из-за отсутствия таблицы условных сигналов. 1 декабря ПЛ в надводном положении обнаружена с крейсера «Киров». Опознавательный сигнал с ПЛ передан с опозданием, что чуть было не привело к стрельбе по субмарине. 3 декабря ПЛ вернулась на базу в Таллин.
В тот же день, 3 декабря, пополнив запасы, ПЛ С-1 под командованием А. В. Трипольского вышла в боевой поход к порту Раума в Ботнический залив. 10 декабря обнаружен немецкий транспорт «Больхайм» («Вольхельм») (3 324 брт), следовавший с грузом целлюлозы для Финляндии . После безрезультатного пуска торпеды командир всплыл и открыл артиллерийский огонь. После пяти выстрелов в 100-мм орудии заклинило снаряд, однако все предыдущие четыре снаряда попали в цель, поразив транспорт в носовую часть, в корму, а один из снарядов накрыл мостик, убив радиста и ранив капитана. Экипаж покинул судно. Трипольский дважды попытался добить транспорт торпедами, что не удалось. Огнём из 45-мм орудия транспорту были нанесены повреждения в области ватерлинии, после чего Трипольский покинул район атаки. Транспорт оставался на плаву, был обнаружен финнами и затонул при попытке буксировки. 16 декабря С-1 вернулась в Либаву.
22 декабря ПЛ С-1 под командованием А. В. Трипольского вышла в боевой поход, который продлился 22 дня. 24 декабря при форсировании пролива Южный Кваркен ПЛ вскочила на мель, была обнаружена, но в последний момент удалось сняться с мели и уклониться от таранного удара финской канонерской лодки. За время похода обнаружены два транспорта, однако командир не смог выйти в атаку. При возвращении с позиции С-1 атакована двумя гидросамолётами, один из которых сбит и сел на льдину. Финской стороной гибель самолёта опровергается. При возвращении в базу командир в сложной ледовой обстановке, а затем в шторм сохранил ПЛ, потеряв ограждение рубки, все леера и антенны, частично обшивку корпуса ПЛ. 20 января 1940 года С-1 благополучно вернулась в Либаву.
Указом Президиума Верховного Совета СССР от 7 февраля 1940 года за образцовое выполнение боевых заданий командования, личное мужество и героизм капитан-лейтенанту Александру Владимировичу Трипольскому присвоено Звание Героя Советского Союза с вручением ордена Ленина и медали «Золотая Звезда» (№ 277). ПЛ С-1 награждена орденом Красного Знамени, весь экипаж ПЛ — орденами и медалями.
В феврале 1940 года назначен командиром 13-го дивизиона подводных лодок Балтийского флота. В феврале 1941 года назначен командиром 1-го дивизиона 1-й бригады подводных лодок Балтийского флота.

## В годы Великой Отечественной войны
С июля 1941 года принимает участие в боевых походах подводных лодок дивизиона. В августе 1941 года назначен командиром 1-й бригады подводных лодок Краснознамённого Балтийского флота. 22 декабря 1941 года присвоено воинское звание капитан 1-го ранга.
В марте 1942 года назначен командиром 3-й бригады подводных лодок Тихоокеанского флота. С октября 1942 года по март 1943 года руководил межфлотским переходом ПЛ С-51 (командир — капитан-лейтенант Иван Фомич Кучеренко), С-54 (командир — капитан-лейтенант Дмитрий Кондратьевич Братишко), С-55 (командир — капитан-лейтенант Лев Михайлович Сушкин), С-56 (командир — капитан-лейтенант Григорий Иванович Щедрин) из Владивостока в Полярный на Северный флот.
С марта 1943 года по апрель 1944 года командир 2-го дивизиона бригады ПЛ Северного флота. С апреля по сентябрь 1944 года командир 7-го отдельного дивизиона подводных лодок отряда кораблей Военно-Морского флота. На переходе из Великобритании в Полярный командовал подводной лодкой В-2.
В годы Великой Отечественной войны участвовал в шести боевых походах на подводных лодках (известен поход 31 марта — 19 апреля 1943 года на борту С-56 в район мыса Нордкин).
С ноября 1944 года — командир 2-го дивизиона подводных лодок Владимиро-Ольгинской военно-морской базы Тихоокеанского флота.

## Послевоенные годы
С сентября 1945 года по июль 1947 года — начальник штаба Порт-Артурской военно-морской базы. С июля 1947 года по август 1948 года — начальник штаба Главной базы 5-го ВМФ СССР. С 1949 года в запасе.
Жил в Москве. Капитан 1 ранга А. В. Трипольский скончался 29 января 1949 года Похоронен в Москве на Новодевичьем кладбище (участок № 4).

## Награды
- Герой Советского Союза (7.02.1940);
- орден Ленина (7.02.1940);
- четыре ордена Красного Знамени (30.04.1943, 16.03.1944, 3.11.1944, 10.09.1945);
- орден Нахимова 2-й степени (2.09.1944);
- орден Отечественной войны 1-й степени (1946);
- медали.

## Память

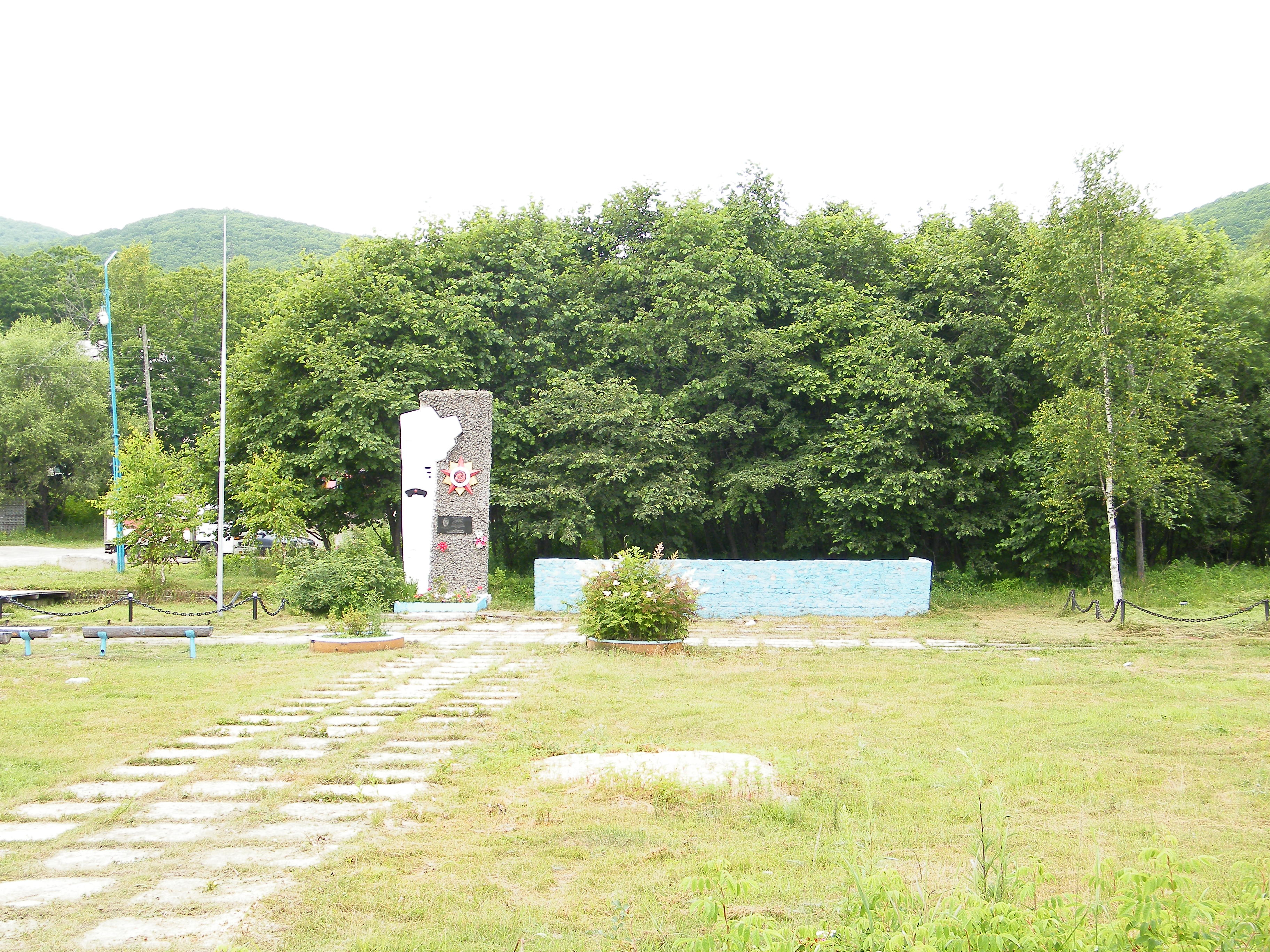
Памятник подводникам в посёлке Ракушка

- В августе 2008 года в родном селе Героя установлен обелиск.
- Именем Героя Советского Союза Трипольского А. В. названа улица в городе Коростень (Житомирская область, Украина).
- В посёлке Ракушка Приморского края, где базировался 2-й дивизион подводных лодок, установлен памятник Морякам-подводникам и мемориальная плита в честь Трипольского.